# سیارک ۹۸

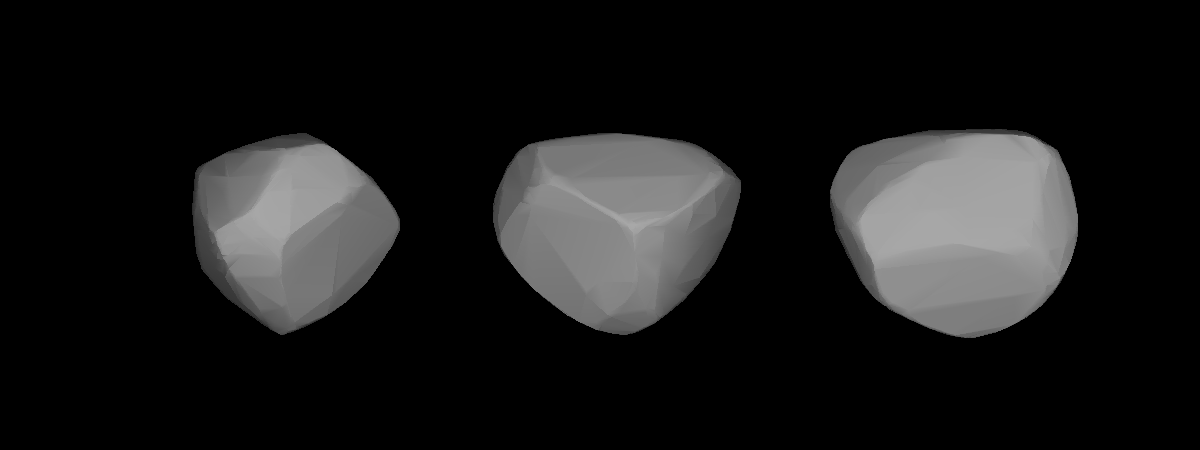
مدل سه بعدی سیارک ۹۸ که بر اساس منحنی نور ایجاد شده است.

سیارک ۹۸ (به انگلیسی: 98 Ianthe) نود و هشتمین سیارک کشف شده‌است که در ۱۸ آوریل ۱۸۶۸ کشف شد.
قدر مطلق سیارک برابر ۸٫۸۴ است.